# Isodontia cestra
Isodontia cestra är en biart som beskrevs av Hensen 1991. Isodontia cestra ingår i släktet Isodontia och familjen grävsteklar. Inga underarter finns listade i Catalogue of Life.